# Phyllocycla vesta
Phyllocycla vesta – gatunek ważki z rodziny gadziogłówkowatych (Gomphidae). Występuje na terenie Ameryki Południowej.